# Солдатка (фильм)
«Солдатка» — советский фильм 1959 года режиссёра Владимира Денисенко по его же сценарию, дебютный его фильм.

## Сюжет
Молодой режиссер В. Денисенко в фильме «Солдатка», по его же сценарию, раскрывает мужество, высокое чувство патриотического долга, организаторский талант и большую человеческую чуткость советской женщины-фронтовика Ярины Гаевой (арт. З. Дягтерева).
Война окончена. Праздничный Киев встречает воинов-победителей. И среди этого шума и веселья варнувшаяся с фронта Ирина Гаевая чувствует себя особенно одинокой — её никто не ждет, никто не встречает на вокзале. Все её родные и близкие погибли в войну. Растерянная женщина решает поехать в село, в боях за которое погиб её муж.
Вначале ей, городскому человеку, трудно в непривычной обстановке. Её предложение по увеличению посева льна встречает непонимание председателя колхоза Никифором Павлюком. Но случайная встреча с Ильиным — фронтовым другом мужа — хотя поначалу снова всколыхнула боль утраты и одиночества, но после взаимной симпании и уважения, бережного внимания Ильина, даёт ей энергию продолжать работать в колхозе — не отступать и не сдаваться, как на фронте, ведь после Победы не менее важно восстановаить разрушенное войной хозяйство: несмотря на возражения Павлюка она поднимает крестьян на посев льна и добивается большого урожая. За честность и преданность колхозники выбирают её председателем сельхозартели…
Прошли годы. Залечены раны войны. Крепнет колхоз, улучшается жизнь. И крепнет с каждой встречей дружба Ирины и Ильина. Однажды, узнав о том, что Ильин болен, Ирина едет к нему, чтобы уговорить Ильина оставить работу в институте. Но, увидев его во время опыта, она поняла, что только в этом труде на благо людей находит он свое счастье… и почувстовала, что с этим человеком её связывает не только дружба.

## В ролях
- Зинаида Дехтярёва — Ирина Гаевая
- Николай Козленко — Сергей Иванович Ильин
- Ольга Кусенко — Ганна Чаплий, колхозница
- Михаил Заднепровский — Никифор Павлюк, председатель колхоза
- Людмила Сосюра — Дуся
- Георгий Семёнов — Филипп Рева, колхозник
- Софья Карамаш — Василина Рева, колхозница, жена Филиппа
- Анатолий Моторный — дед Махтей, колхозник
- Леонид Жуковский — Кучерявенко
- Евгения Веховская — колхозница
- Владимир Рудин — однополчанин
- Константин Степанков — Николай, научный работник
- Михаил Сиренко — брат Ганны
- Надежда Доценко — эпизод

## Критика
Критикой отмечалось, что при интересном сюжете режиссёр-дебютант не смог раскрыть характеров героев, глубоко отразить сущность взаимоотношений людей, отчего созданные образы воспринимаются как типы:

Сценарий у него как будто бы неплохой: есть среда, есть характеры, много материала искреннего, взволнованно поданного, подсмотренного в жизни … И вот смотрим большую часть уже отснятого сценария. Материал кинематографичен, режиссер безусловно знает, как снимать, как работать с актёром, но … Куда девалась острота сюжетных построений ?— журнал «Радуга», 1961

В фильме «Солдатка» режиссёра В. Денисенко всё правильно, как в учебнике, но нет вдохновения, нет сердца, и фильм оставляет вас холодным.— Л. Погожева — Фильмы молодых // Газета «Правда», 6 декабря 1959